# Delta Force (gra komputerowa)
Delta Force – gra komputerowa z gatunku Strzelanka pierwszoosobowa stworzona i wydana 1 listopada 1998 na Microsoft Windows przez firmę NovaLogic, pierwsza gra z serii Delta Force.
Gra jest symulatorem działań amerykańskiej elitarnej jednostki Delta Force. W trybie dla jednego gracza bierzemy udział w szeregu misji, których akcja rozgrywa się na całym świecie. Cele misji są zróżnicowane, za przykład można podać opanowanie lotniska w Azji czy unieszkodliwienie Bio-Nuklearnego terroryzmu w Rosji. Do dyspozycji jest wiele różnego rodzaju sprzętu, począwszy od pistoletów skończywszy na karabinach czy granatach. Tytuł posiada również tryb wieloosobowy pozwalający grać do 8 graczy jednocześnie.